# ランジス
ランジス(Rungis)はフランスの都市。
イル＝ド＝フランス地域圏ヴァル＝ド＝マルヌ県ライ＝レ＝ローズ郡に位置する。オルリー国際空港から近い。
世界で最大の生鮮食品市場の一つであるランジス公益市場(Marché d'Intérêt National de Rungis)が有名である。

## 人口統計
| 1962年 | 1968年 | 1975年 | 1982年 | 1990年 | 1999年 | 2006年 | 2015年 |
| ------ | ------ | ------ | ------ | ------ | ------ | ------ | ------ |
| 1851   | 2686   | 2986   | 2649   | 2939   | 5424   | 5644   | 5631   |

参照元:1962年から1999年までは複数コミューンに住所登録をする者の重複分を除いたもの。それ以降は当該コミューンの人口統計によるもの。1999年までEHESS/Cassini、2006年以降INSEE

## 参照
1. ↑  http://cassini.ehess.fr/cassini/fr/html/fiche.php?select_resultat=30056
2. ↑  https://www.insee.fr/fr/statistiques/3293086?geo=COM-94065
3. ↑  http://www.insee.fr